# 東萊姆 (康乃狄克州)
東萊姆（英語：East Lyme）是一個位於美國康乃狄克州新倫敦縣的城鎮。

## 地理
東萊姆的座標為41°21′11″N 72°13′46″W / 41.35306°N 72.22944°W，而該地的平均海拔高度為64米（即210英尺）。

## 人口
根據2010年美國人口普查的數據，東萊姆的面積為108.80平方千米，當中陸地面積為88.10平方千米，而水域面積為20.70平方千米。當地共有人口19157人，而人口密度為每平方千米176.08人。